# STS-61-M
STS-61-M seria uma missão da NASA realizada pelo ônibus espacial Challenger. O lançamento estava previsto para 22 de julho de 1986, contudo, foi cancelada após o desastre da Challenger em 28 de janeiro de 1986.

## Tripulação
- Comandante: Loren Shriver
- Piloto: Bryan O'Connor
- Especialista de Missão 1: Mark C. Lee
- Especialista de Missão 2: Sally Ride
- Especialista de Missão 3:William Frederick Fisher
- Especialista de Carga 1: Robert Wood

## Objetivos
Missão EOS 1 e para o lançamento do satélite TDRS C. Cancelada após o desastre da Challenger.